# Nestor-Désiré Nongo-Aziagbia
Mgr Nestor-Désiré Nongo-Aziagbia, né le 6 mars 1970 à Mbaïki, est un prêtre centrafricain. Il est évêque de Bossangoa en République centrafricaine depuis le 22 juillet 2012.

## Biographie

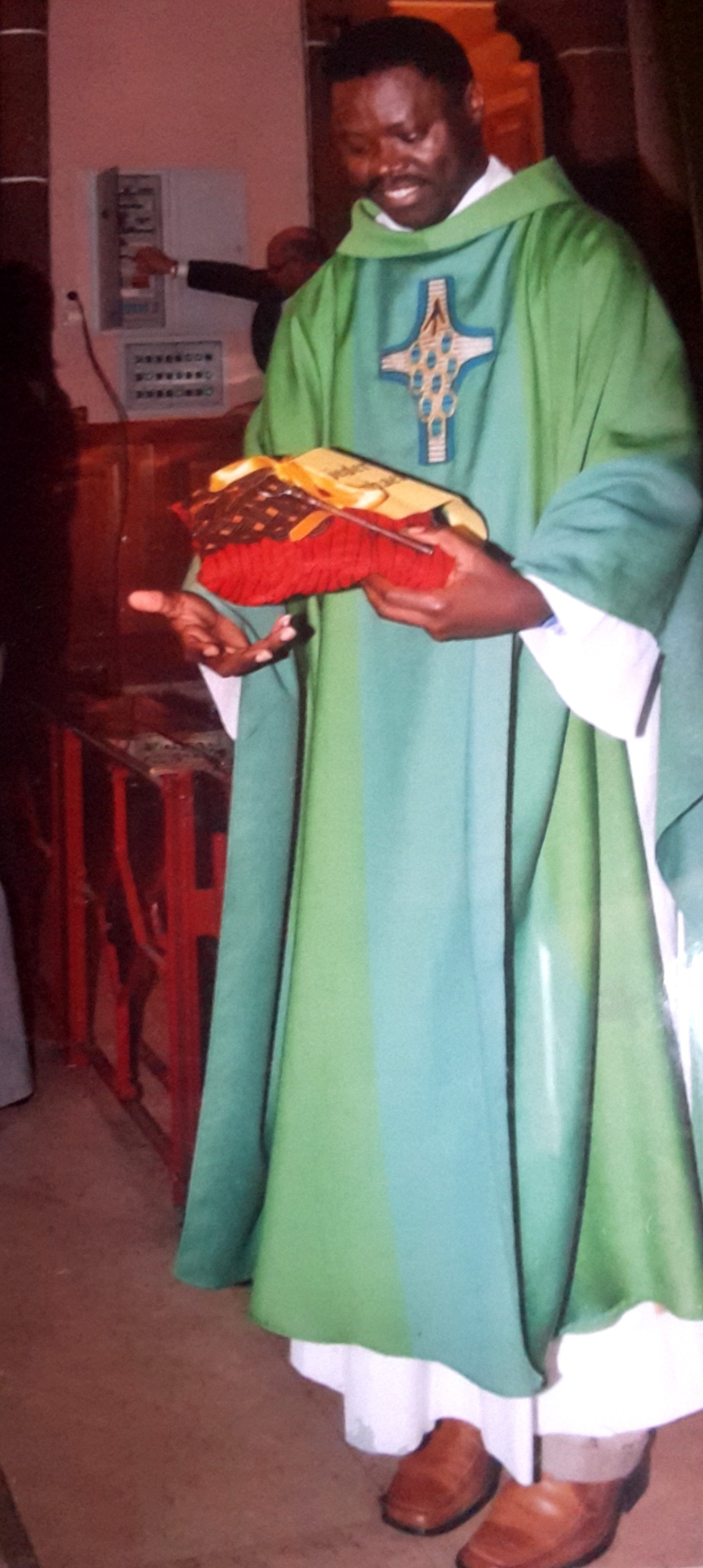
Célébration d’accueil du Père Nestor NONGO dans la Communauté des Paroisses en l'église de Weitbruch, le 19 octobre 2008

Nestor-Désiré Nongo-Aziagbia effectue sa scolarité à Mobaye, étudie au petit séminaire de Bangassou puis au grand séminaire de Bangui en tant que séminariste de la société des missions africaines.
Il poursuit ses études à l’université d'Abomey-Calavi au Bénin et en juin 1994 il prononce ses premiers vœux pour la société des missions africaines. Nestor-Désiré Nongo-Azagbia effectue une année de stage dans le diocèse de Lafia au Nigeria puis enchaîne avec une année d’études théologiques à Ibadan. Le 7 décembre 1997 il prononce ses vœux définitifs pour la société des missions africaines. Entre 1998 et 2004 il travaille pour le vicariat apostolique de Kontagora toujours au Nigeria.
Il est envoyé dans le diocèse de Strasbourg pour suivre des cours à la faculté de théologie catholique de l’université March Bloch et y étudier la théologie dogmatique. En juin 2007 il est nommé conseiller du district SMA de Strasbourg et en devient le supérieur en juin 2010. Il rend également des services à la communauté catholique de Weitbruch en Alsace.
Nestor-Désiré Nongo-Aziagbia soutient sa thèse de doctorat en ecclésiologie le 2 juillet 2012 devant un jury présidé par Mgr Joseph Doré, archevêque émérite de Strasbourg et professeur à l'Institut catholique de Paris, et composé des professeurs Michel Deneken et Simon Knaebel, de l'Université de Strasbourg, Fred Poché de l'Université catholique de l'Ouest et Abel Kouvouama de l'Université de Pau.
Le père Nestor-Désiré Nongo-Aziagbia est nommé en 2012 évêque de Bossangoa par le pape Benoît XVI, alors que le pays est en pleine tourmente. Sa consécration épiscopale a lieu le 22 juillet 2012, par le préfet de la congrégation pour l'évangélisation des peuples, Mgr Fernando Filoni.
Le 16 avril 2014, il a été brièvement enlevé, avec trois prêtres, par la rébellion Seleka.
Mgr Nongo-Aziagbia parle couramment français, anglais, sango et hausa.